# Hulda
Hulda (en hebreo חֻלְדָּה) era una profetisa. Esposa de Salum, guardarropa real del rey Josías, en Jerusalén. Junto a Débora y María, hermana de Moisés, es una de las pocas mujeres del Antiguo Testamento con autoridad.
Todo lo que la Biblia narra sobre Hulda se encuentra en el Segundo Libro de los Reyes 22, 11-20 y Segundo Libro de Crónicas 34,22. Su papel es intrigante: sin presentación previa, sin tener aparentemente nada que ver con la historia, así como aparece, desaparece y no vuelve a ser mencionada más.

## Historia

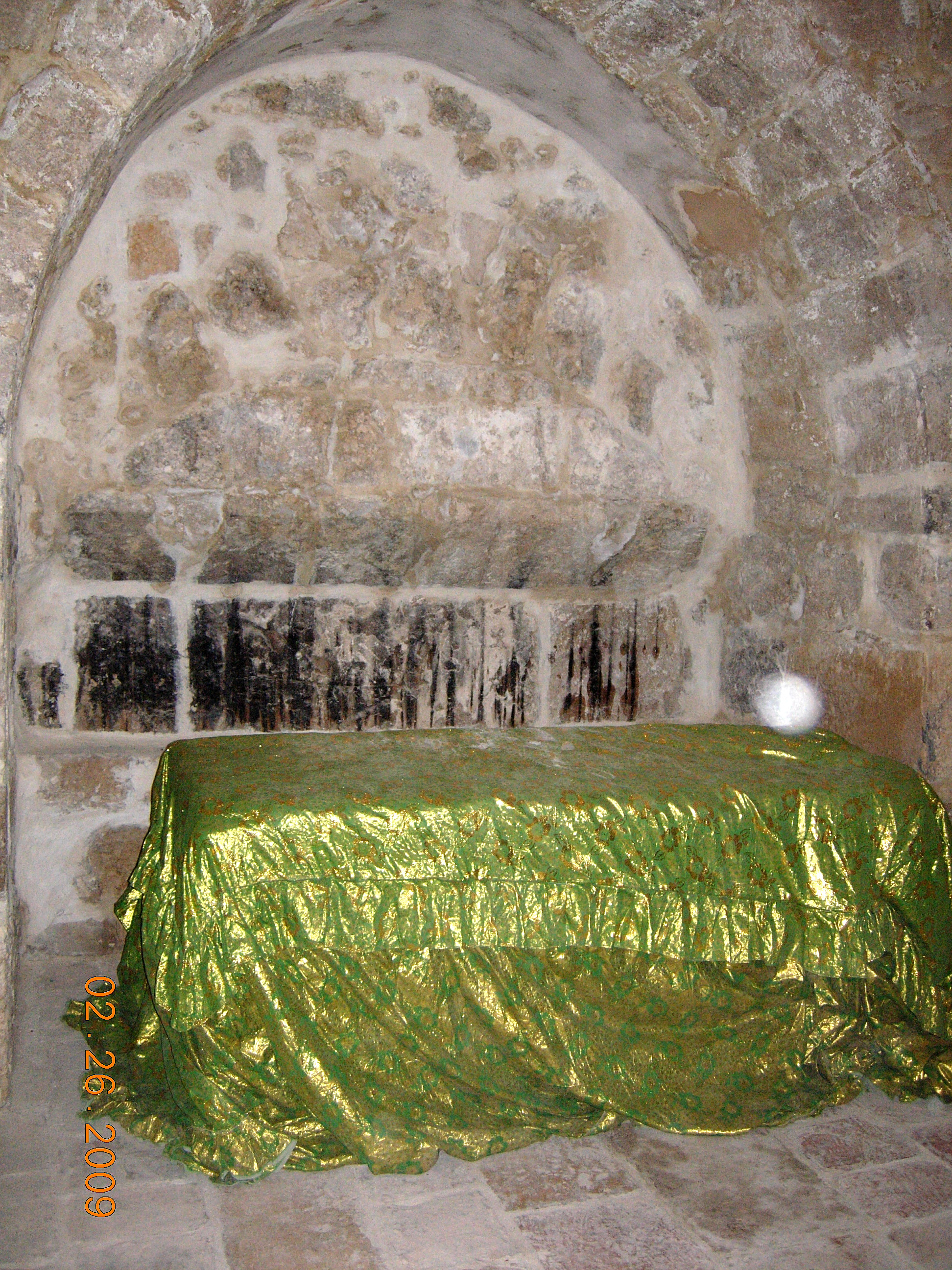
la tumba de Hulda en el Cementerio judío del Monte de los Olivos.

Tras encontrar, durante las obras de reparación del Templo de Jerusalén el Libro de la Ley (סֵפֶר הַתּוֹרָה), el rey Josías se rasgó las vestiduras, porque, decía, "ha debido de encenderse la ira del Señor contra nosotros, porque nuestros padres no obedecieron las palabras de este libro, haciendo lo que está escrito". Por eso Josías mandó a varios de sus funcionarios a consultar al Señor. Y estos le dirigieron a la profetisa Hulda
Según una tradición, la tumba de Hulda estaba junto al Templo de Jerusalén, en su lado sur. Por eso una de las puertas de acceso al patio del templo, la que estaba más cerca de la tumba de la profetisa, se llamaba "Puerta de Hulda".

## Mensaje de Hulda
El mensaje de la profetisa Hulda se divide claramente en dos partes: La primera (2Re 22, 15-17)  anuncia una "gran desgracia" como castigo de Jehová  por el sincretismo y la idolatría de los reyes de Judá. La segunda (2Re 22, 18-20) se dirige al rey Josias y anuncia que morirá en paz sin ver el castigo anunciado.

## El personaje
Existían al menos dos profetas conocidos en Jerusalén, Jeremías y Sofonías. Mas sin embargo, para el momento en que Josias envia a consultar a Hulda, Jeremías aun no comenzaba su ministerio, el momento de la consulta ocurre cuando es hallado el libro de la ley, esto en el año décimo del reinado del rey Josias (2 R 22:3-20), y Jeremías comienza su ministerio en el año decimotercero de este mismo rey (Jer 1:1 - Jer 25: 3).
Según la tradición rabínica, Josías se dirigió a Hulda en lugar de a Jeremías porque pensó que las mujeres estaban más inclinadas a la misericordia de lo que lo estaban los hombres, y que por ello la profetisa intercedería a Dios con más facilidad de lo que lo haría Jeremías.
En cambio Lowell K. Handy sugiere que a la consulta a Dios para confirmar la oportunidad de reparar o reconstruir un templo era un topos normal en la literatura del Medio Oriente antiguo (como se puede ver en las reformas hechas por los reyes de Babilonia Esarhaddon y Nabonido). Normalmente en estas literaturas el rey dirige esta consulta a dioses menores, pero el redactor bíblico no podría haber puesto al santo rey Josías consultando a dioses, así que pone como intermediaria a esta profetisa.
Erhard S. Gerstenberger propone ver a Hulda como una especie de escriba (angehende Schriftgelehrte), a la cual Josías consultaría para interpretar el libro recién encontrado.